# Avenida Aconquija (Tucumán)

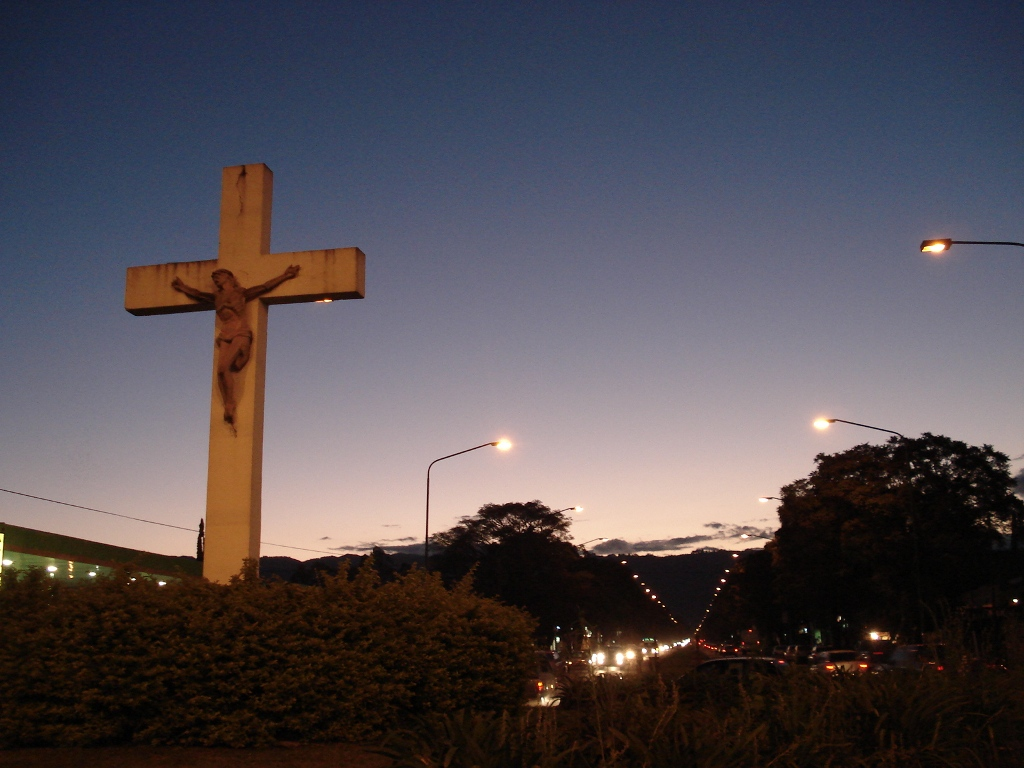
Tucuman Yerba Buena Cristo Atardecer

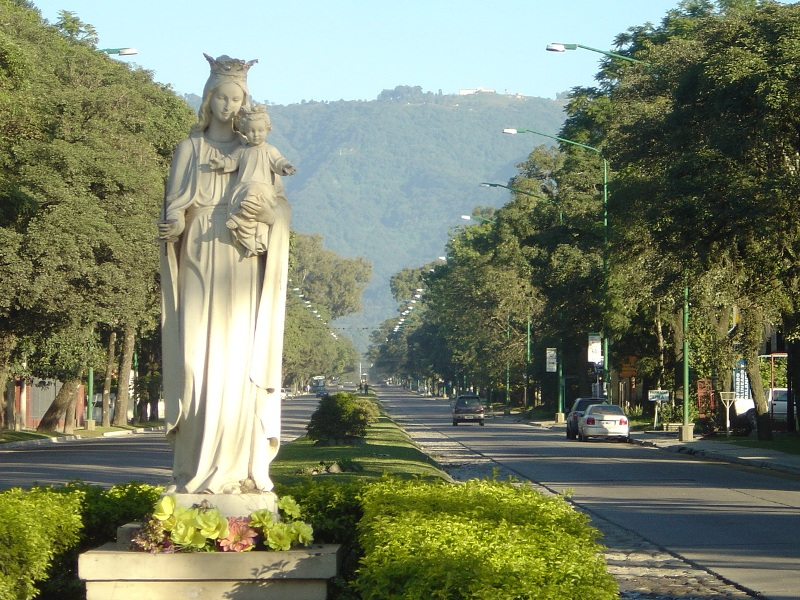
Vista estatua Virgen María Auxiliadora

La avenida Aconquija es una avenida ubicada íntegramente en la ciudad de Yerba Buena, provincia de Tucumán, Argentina. Su recorrido de 7 kilómetros inicia en la intersección de avenida Mate de Luna y Camino del Perú de San Miguel de Tucumán hasta la rotonda con la ruta provincial 338, la cual conduce hasta la localidad de San Javier en plena Yungas Tucumanas.

## Historia
Originalmente el trayecto de la actual avenida Aconquija era prolongación de la calle 24 de septiembre al oeste, la cual fue iniciada en 1896 para conectar la villa de Yerba Buena con la capital.
Luego en 1901, ya con el nombre de avenida Mate de Luna, la arteria es extendida hasta el camino a San Pablo y Lules (actual avenida Solano Vera). En 1912 comenzaron las obras para extender la avenida hasta el pie del cerro San Javier, siendo finalizadas en 1913.
La apertura de la avenida propició la creación de la villa Marcos Paz en 1906, que terminaría siendo absorbida por el municipio de Yerba Buena. En 1922, tras aprobarse la construcción de la actual ruta provincial 338, se cambia el nombre a avenida Aconquija, en honor al parque homónimo. Durante este periodo, entre 1916 y 1926, funcionó el Tranvía Rural en toda la extensión de la avenida.
Ante el aumento de edificaciones circundantes y de vehículos diarios en los años 20 y 30, el gobierno provincial decidió encarar la pavimentación de la avenida hasta el inicio del camino a San Javier en el año 1936. Estas obras fueron inauguradas el 5 de octubre de 1937 por el gobernador Miguel Campero, permitiendo enlazar la capital con la ruta a San Javier, habilitada un año después.
En 1938 se instaló un mástil de la bandera argentina por parte de vecinos de la localidad. Este fue colocado en una rotonda en el cruce entre avenida Aconquija y avenida Solano Vera, permaneciendo hasta la actualidad aunque en 2019 fue removida la rotonda y movido el mástil hacia la platabanda de la avenida. Este monumento fue considerado punto cúlmine de actos y celebraciones en la historia yerbabuenense.
El 20 de febrero de 1941 fue inaugurada una estatua del Cristo crucificado en la platabanda del cruce de avenida Aconquija con Camino del Perú. El monumento, obra del escultor Santiago Chiérico, fue movido al medio del cruce para ser colocado en una rotonda de 26 metros de diámetro.
Esta fue una obra de la empresa Ingeco que fue inaugurada en 1998 por el gobierno del general Antonio Domingo Bussi. Ya en 2009, la estatua fue trasladada a su ubicación original al ser removida la rotonda por el gran congestionamiento vehicular que causaba.
En 1989 fue donada una escultura en honor a la Virgen María Auxiliadora por el colegio de mismo nombre para la ciudad. Esta fue ubicada en la platabanda de la avenida entre calles Colombia y Rubén Darío y en octubre de 2016 fue retirada para ser restaurada. Así volvió a ser colocada en mayo de 2017 en una ceremonia religiosa. La estatua es símbolo de la ciudad, transformándose en uno de sus emblemas.

## Sitios de interés
A lo largo de esta avenida se desarrollan varios lugares de interés y emblemáticos:
- Centro Comercial Solar del Cerro
- Centro Comercial Yerba Buena Shopping
- Estatua Cristo Crucificado
- Estatua Virgen María Auxiliadora
- Mástil a la bandera Argentina
- Howard Johnson Hotel Yerba Buena
- Colegio San Javier
- Colegio Pablo Apóstol
- Municipalidad de Yerba Buena